# 布萊納斯IF
布萊納斯IF（瑞典語：Brynäs IF）是位於耶夫勒的瑞典職業冰球隊。目前參賽於瑞典冰球最高層級的瑞典冰球聯賽。自1960年以來，俱樂部一直保持在頂級聯賽。

## 歷史
布萊納斯IF由Nils Norin、Ferdinand Blomkvist和Thure Ternström在1912年5月12日創立，1939年開始打冰球。

## 外部連結
- 官方网站 （北薩米語）